# Xavier de Salas Bosch
Xavier de Salas Bosch (Barcelona, 4 de juny de 1907 - Madrid, 3 de juny de 1982) fou un historiador de l'art. Llicenciat en filosofia per la Universitat de Barcelona i director del Museu del Prado de Madrid entre 1970 i 1978.

## Biografia
Era fill de l'enginyer de camins (i president de l'Espanyol) Javier de Salas y de Milans i de Teresa Bosch i Tintorer, filla del diplomàtic Eduard Bosch i Barrau i neboda del financer i col·leccionista d'art Pau Bosch i Barrau. Estudià Filosofia i Lletras a la Universitat de Barcelona i a la Universitat Central de Madrid, on fou deixeble de Elías Tormo. S'hi doctorà el 1930 amb la tesi “Notas sobre algunas crónicas del siglo XV”.
Per la seva formació com a filòleg participà en els inicis de la col·lecció “Els Nostres Clàssics” de l'editorial Barcino, on edità “La Fi del comte d'Urgell”, l'any 1931.
El 1931 començà a exercir com a professor a Barcelona, i en acabar la Guerra Civil Espanyola, el 1939, continuà la seva formació a Viena. Fou convidat per la Universitat d'Oxford a participar en el seu cercle d'estudis hispànics com a professor, .
Dirigí els Museus d'Art de Barcelona en la postguerra, fins que se'n va fer càrrec Joan Ainaud de Lasarte el 1948. De 1946 a 1962 fou director de l'Instituto de España i de 1954 a 1962 agregat cultural a l'ambaixada espanyola a la Gran Bretanya.
El 1965 esdevingué membre corresponent de la Reial Acadèmia Catalana de Belles Arts de Sant Jordi. El 1967 va ingressar a la Reial Acadèmia de Belles Arts de Sant Ferran i el 1943 a l'Acadèmia de Bones Lletres de Barcelona.
Va ser nomenat director del Prado el 1970, per tant com a sots-director a Alfonso Emilio Pérez Sánchez. L'any següent el museu incorporà el Casón del Buen Retiro, on s'exposaran més tard moltes obres de pintura del segle xix. Entre les donacions per al Museu destaca Las tentaciones de san Antonio. Es reediten molts textos complementaris per al Museu i s'organitzen diverses exposicions. El 1978, ja conclosa la transició política, Salas Bosch decidí jubilar-se i fou succeït per José Manuel Pita Andrade.

## Obres
- La familia de Carlos IV (1944)
- Velázquez (1962)
- The Golden Age of Spanish Painting (1976, en col·laboració).